# 归流河
归流河，位于中华人民共和国内蒙古自治区东北部，是洮儿河右岸支流，上游也称乌兰河，发源于科尔沁右翼中旗巴仁哲里木镇西北吉木图音达巴东山，向北流过铁日根哈达嘎查后进入科尔沁右翼前旗，在科右旗东北流至满河吐转东流，经乌兰毛都苏木、阿力得尔苏木、大石寨镇、归流河镇等地，于科尔沁镇湖南村转东南流，成为科右旗与乌兰浩特市之间的界河，于科右旗居力很镇（旧属乌兰浩特市）靠山村以东汇入洮儿河。河流全长277米，流域面积9522.65平方千米，河道平均比降1.93‰，年均径流量4.1亿立方米。归流河干流两侧分布有河谷平原，平均宽约2千米，春季河宽30~50米，水深1米，夏秋两季河宽可达1千米，水深2米。归流河流域上游为草原牧区，中下游开发灌区多处，以种植业为主。